# یخچال بتورا
یخچال باتورا (انگلیسی: Batura Glacier) با طول ۵۷ کیلومتر یکی از بزرگ‌ترین و طولانی‌ترین یخچال‌های طبیعی خارج از مناطق قطبی زمین است. این یخچال طبیعی در منطقه گوجال در گلگت-بلتستان پاکستان قرار دارد. این یخچال در شمال توده‌کوه‌های باتورا با ارتفاع ۷٬۷۹۵ متر و قله پاسو با ارتفاع ۷٬۵۰۰ متر قرار دارد. جهت جریان این یخچال از غرب به شرق است. بخش‌های پایین‌دست یخچال به شکل دریایی خاکستری از صخره و یخرفت‌های شنی است که توسط چند مرتع و روستای تابستانی احاطه شده است.